# Carmen (Davao del Norte)
Carmen is een gemeente in de Filipijnse provincie Davao del Norte op het eiland Mindanao. Bij de laatste census in 2007 had de gemeente bijna 62 duizend inwoners.

## Geografie

### Bestuurlijke indeling
Carmen is onderverdeeld in de volgende 20 barangays:
| - Alejal - Anibongan - Asuncion - Cebulano - Guadalupe - Ising - La Paz - Mabaus - Mabuhay - Magsaysay | - Mangalcal - Minda - New Camiling - Salvacion - San Isidro - Santo Niño - Taba - Tibulao - Tubod - Tuganay |

## Demografie
Carmen had bij de census van 2007 een inwoneraantal van 61.656 mensen. Dit zijn 6.512 mensen (11,8%) meer dan bij de vorige census van 2000. De gemiddelde jaarlijkse groei komt daarmee uit op 1,55%, hetgeen lager is dan het landelijk jaarlijks gemiddelde over deze periode (2,04%). Vergeleken met de census van 1995 is het aantal mensen met 10.601 (20,8%) toegenomen.

De bevolkingsdichtheid van Carmen was ten tijde van de laatste census, met 61.656 inwoners op 166 km², 371,4 mensen per km².